# Giōrgos Lamprinos
Giōrgos Lamprinos (in greco Γιωργος Λαμπρινος?; Atene, 1977) è un montatore greco attivo nel cinema francese.

## Biografia
Figlio del regista Fōtos Lamprinos (o Lambrinos), è residente a Parigi. Nel 2019 ha vinto il premio César per il miglior montaggio per L'affido - Una storia di violenza. Nel 2021 è stato candidato all'Oscar al miglior montaggio per The Father - Nulla è come sembra.

## Filmografia parziale

### Cinema
- Le Capital, regia di Costa-Gavras (2012)
- Avant que de tout perdre, regia di Xavier Legrand – cortometraggio (2013)
- Pazza idea (Xenia), regia di Panos H. Koutras (2014)
- Graziella, regia di Mehdi Charef (2015)
- L'affido - Una storia di violenza (Jusqu'à la garde), regia di Xavier Legrand (2017)
- Un divano a Tunisi (Un divan à Tunis), regia di Manele Labidi (2019)
- The Father - Nulla è come sembra (The Father), regia di Florian Zeller (2020)
- The Son, regia di Florian Zeller (2022)
- Normale, regia di Olivier Babinet (2023)

### Televisione
- The Last Panthers – miniserie TV, 2 puntate (2015)
- Constellation – miniserie TV, 2 puntate (2024)

## Riconoscimenti
- Premio Oscar
  - 2021 - Candidatura al miglior montaggio per The Father - Nulla è come sembra
- Premio BAFTA
  - 2021 - Candidatura al miglior montaggio per The Father - Nulla è come sembra
- Premio César
  - 2019 - Miglior montaggio per L'affido - Una storia di violenza
- British Independent Film Awards
  - 2021 - Miglior montaggio per The Father - Nulla è come sembra
- Critics' Choice Award
  - 2021 - Candidatura al miglior montaggio per The Father - Nulla è come sembra
- Los Angeles Film Critics Association Award
  - 2020 - Miglior montaggio per The Father - Nulla è come sembra
- Satellite Award
  - 2021 - Candidatura a miglior montaggio per The Father - Nulla è come sembra